# Wirbelsprühen
Wirbelsprühen oder auch Swirlapplikation bezeichnet in der Klebetechnik ein Applikations- oder Beschichtungsverfahren, bei der äußerst materialsparend und stufenlos regulierbar unterschiedliche Applikationsbreiten über einen pneumatisch oder elektronisch (E-Swirl) in Rotation versetzte Applikation realisiert werden können. Hierzu wird der Abstand zwischen dem zu fügenden Bauteil und dem Applikator (der Auftragsdüse) entsprechend vergrößert (größere Applikationsbreite) oder verkleinert (kleinere Applikationsbreite).
Je nach Applikationsmenge und Applikationsgeschwindigkeit kann der gesprühte Auftrag als flächiger Strahl oder als Aneinanderreihung von Kreisen wahrgenommen werden.

## Anwendungsbereiche

### Automobilbau

#### Rohbau
Im Rohbau wird das Wirbelsprühen in folgenden Bereichen eingesetzt:
- Bördelrandkleben
- Strukturkleben
- Versteifen[1]

#### Lackbereich
Im Lackbereich wird das Wirbelsprühen in folgenden Bereichen eingesetzt:
- Nahtabdichten (E-Swirl)
- Applikation SDM (Spitzbare Dämpfungsmasse) zur Geräuschreduktion